# Jules Buyssens
Pour les articles homonymes, voir Buyssens.
Jules Buyssens, né le 8 décembre 1872 à Waermaerde et mort le 15 avril 1958 à Uccle, est un architecte paysagiste belge, architecte en chef des parcs et jardins de la ville de Bruxelles entre les deux guerres, rénovateur de l'art des jardins en Belgique.

## Biographie
Architecte de jardins, mais aussi aquarelliste et compositeur de musique, membre correspondant de la Commission royale des monuments et des sites, Jules Buyssens expose dès 1903 à toutes les Floralies de Gand.

## Réalisations

### À Bruxelles
- Les jardins de l'Abbaye de la Cambre entre 1927 et 1935 pour l'exposition Universelle en 1935
- Les parcs et jardins sur le site de l'Exposition universelle de 1935, notamment le parc d'Osseghem.
- Le parc Tournay-Solvay à Watermael-Boitsfort (1911 et 1924)
- Le jardin de la maison de David et Alice Van Buuren, à Uccle (1924).

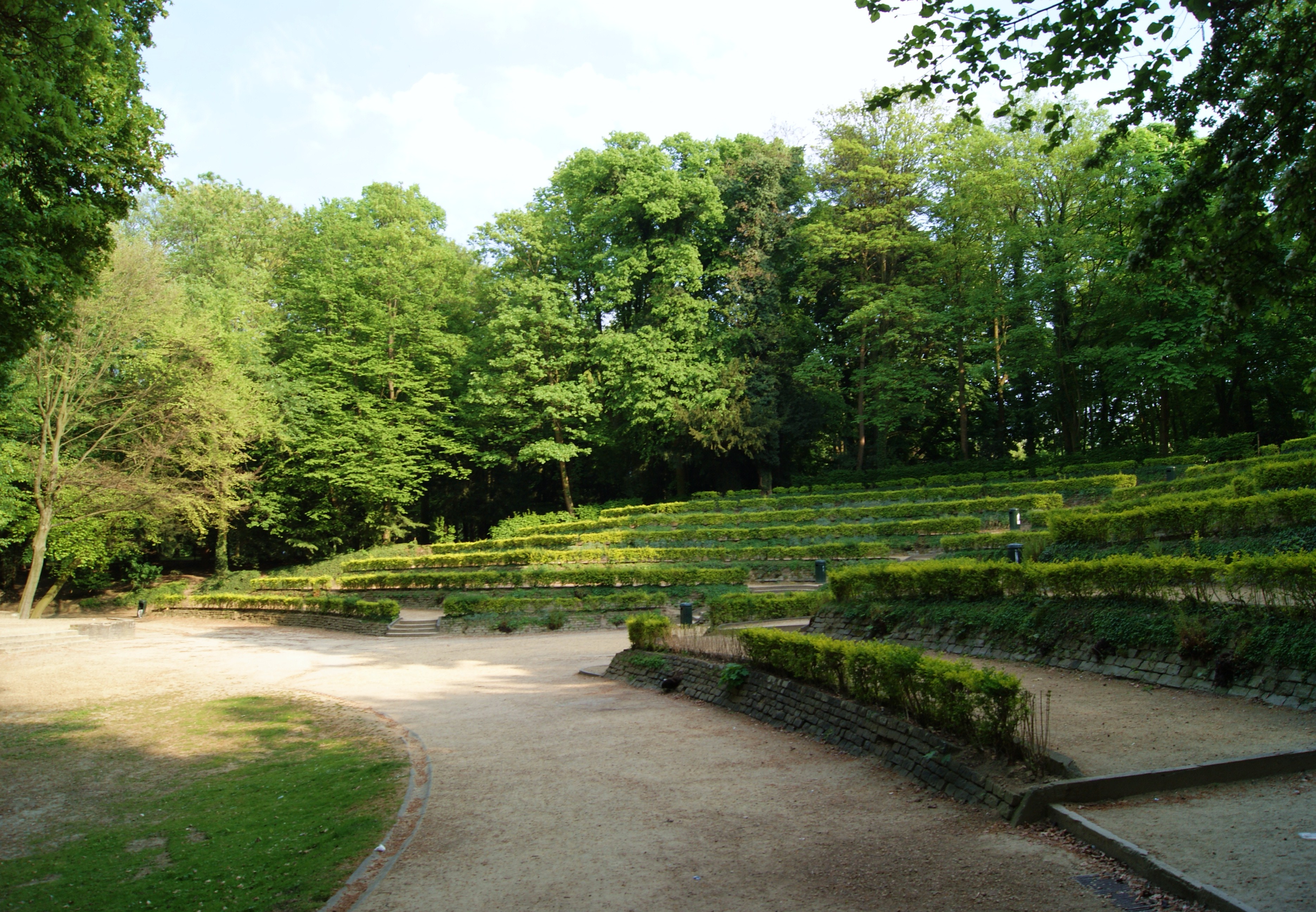
Théâtre de verdure du parc d'Osseghem
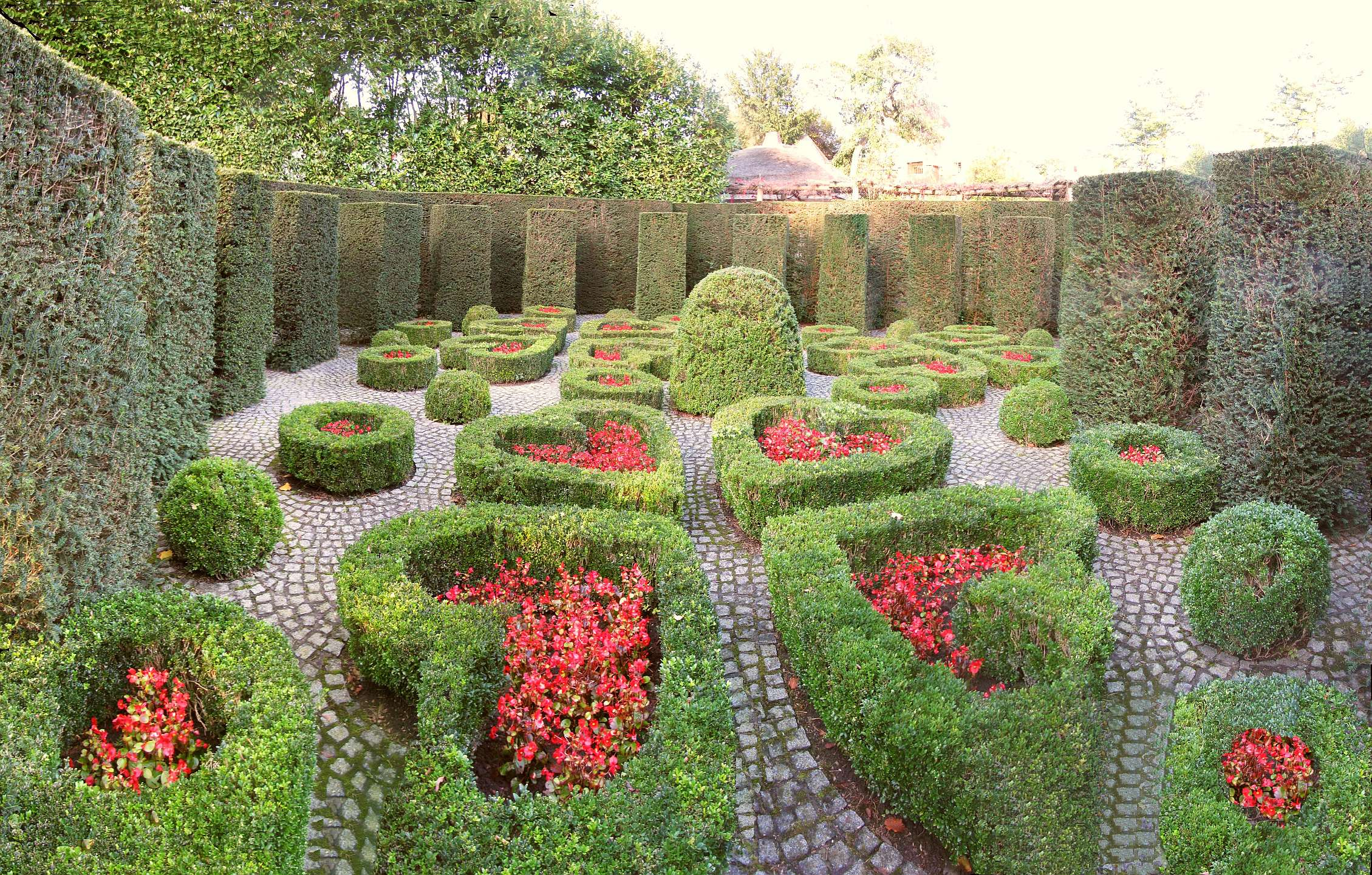
Jardin secret de la Villa Van Buuren

### En Brabant Wallon
Source Meuwissen 1993.
- Le parc du «NeufBois»[3] dans la propriété d'Emile Henricot à Court-Saint-Étienne
- Le jardin de la «Villa des Hirondelles» à La Hulpe.
- En 1911, parc du comte Eugène Goblet d'Alviella à Court-Saint-Étienne
- Le parc de l'Etoile à Ottignies,
- Le parc de la famille Hulin à Rebecq

### Ailleurs
- Le parc du château de Ponthoz, pour le comte van der Straten Ponthoz, à Clavier
- Le parc du château de Réthy, à Réthy.

## Rayonnement
René Pechère (1908-2002) fut son élève.